# Втрати 58-ї окремої мотопіхотної бригади
У статті описано обставини загибелі бійців 58-ї окремої мотопіхотної бригади.

## Обставини втрат
- 14 січня 2016 — Горбан Дмитро Ілліч, солдат.[1]
- 9 березня 2016 — Орел Юрій Анатолійович, старший лейтенант. Красногорівка.[2]
- 28 березня 2016 — Горік Юрій Михайлович, старший солдат. Авдіївка.[3]
- 24 квітня 2016 — Креховецький Михайло Михайлович, солдат.
- 9 травня 2016 — Кравченко Олександр Вікторович, солдат. с. Новоселівка Друга, Ясинуватський район, Донецька область.[4]
- 22 травня 2016 — Дзундза Володимир Святославович, капітан. с. Широкий, Станично-Луганський район, Луганська область.[5]
- 3 липня 2016 — Лисенко Сергій Сергійович, молодший сержант.[6]
- 12 липня 2016 — Яценко Юрій Вікторович, солдат. Бої за Авдіївку.[7]
- 19 липня 2017 — Детинченко Роман Сергійович, молодший сержант. смт. Новотошківське, Луганська область.[4]
- 19 липня 2017 — Конюша Руслан Сергійович, старший солдат. смт. Новотошківське, Луганська область.[4]
- 19 липня 2017 — Тимофієв Ілля Миколайович, старший солдат. смт. Новотошківське, Луганська область.[4]
- 28 липня 2016 — Дзюба Володимир Павлович, солдат. Тарасівка, Костянтинівський район.[8]
- 29 липня 2016 — Нечипоренко Роман Володимирович, прапорщик. смт. Очеретине, Ясинуватський район.[4]
- 14 грудня 2017 — Терещенко Олександр Іванович, молодший сержант. Новоайдарський район.[9]
- 24 грудня 2017 — Ширков Сергій Іванович, підполковник.[10]
- 9 вересня 2018 — Карпун Владислав, старший солдат.[11]
- 26 лютого 2020 — Гринь Дмитро Володимирович, старший солдат.[12]

### 2022
- 24 лютого 2022 — Балашов Сергій Сергійович, старший солдат, 15-й батальйон.[13]
- 24 лютого 2022 — Бердинов Роман Маратович, солдат, 13-й батальйон.[14]
- 26 лютого 2022 — Дерусова Інна Миколаївна, сержант. Герой України.[15]
- 9 березня 2022 — Приходько Максим Анатолійович, молодший сержант, 16-й батальйон.[16]
- 9 березня 2022 — Сніжко Олег Сергійович, солдат.[17]
- 13 березня 2022 — Базарний Олександр Семенович, старший солдат. Загинув біля села Топчіївка під Черніговом.[18]
- 18 березня 2022 — Короткий Анатолій Михайлович, старший сержант.[19]
- 23 березня 2022 — Білан Олександр Миколайович, головний сержант.[20]
- 1 квітня 2022 — Ковальчук Євген Володимирович, капітан.[21]
- 2 травня 2022 — Котовенко Андрій Сергійович, солдат.[22]
- 12 травня 2022 — Огула Даніїл Юрійович, молодший сержант.[23]
- 13 травня 2022 — Горовий Володимир Петрович, стрілець-помічник гранатометника. Загинув в м. Конотоп на Сумщині.[24]
- 20 травня 2022 — Клименко Володимир Федорович, молодший сержант.[25]
- 27 травня 2022 — Сергієнко Руслан Юрійович, сержант.[26]
- 28 травня 2022 — Годунов Микола Вікторович, молодший сержант.[27]
- 28 червня 2022 — Копил Віктор, капітан, командир взводу управління мінометної батареї. Загинув поблизу села Покровське на Донеччині.[28]
- 30 червня 2022 — Юрчик Сергій Вікторович, молодший лейтенант. Герой України.[29]
- 5 липня 2022 — Ситник Григорій Миколайович, солдат.[30]
- 21 липня 2022 — Рачок Микола Сергійович, солдат. Загинув під Покровськом.[31]
- 30 липня 2022 — Гунько Володимир Васильович, старший лейтенант. Загинув під м. Бахмут.[32]
- 4 серпня 2022 — Довгополий Артем Валерійович, старший сержант.[33]
- 9 листопада 2022 — Решта Володимир Федорович, молодший сержант, оператор безпілотних літальних апаратів. 21 липня 1963, с. Березняки Полтавська область. Загинув біля Бахмуту.[34]
- 9 листопада 2022 — Кисляк Віктор Васильович, сержант частини матеріального забезпечення розвідувальної роти. 14 липня 1977, с. Єрківці Полтавська область. Загинув біля Бахмуту.[34]
- 21 листопада 2022 — Курсуа Костянтин Костянтинович, солдат, гранатометник штурмової роти окремого штурмового батальйону.[35][36]
- 22 листопада 2022 — Кашковар Костянтин Ігорович, головний сержант, командир танка.[37]

### 2023
- 9 лютого 2023 — Борис Олексій, лейтенант.[38]
- 4 квітня 2023 — Водала-Топішко Валентина Василівна, солдат.[39]
- 4 квітня 2023 - Віктор Борисенков, 23 роки, старший солдат. Загинув під час виконання бойового завдання в селі Печенюги Чернігівської області. Коли перебував у пункті зв'язку військової частини, ворожий літак скинув на будівлю авіабомбу. Разом із Віктором загинули ще троє військовослужбовців[40].
- 30 квітня 2023 — Кравченко Олег Олександрович, солдат. Помер в міській клінічній лікарні Дніпра.[41]
- 14 липня 2022 — Роман Миколайович Барабаш. Загинув під Клиновим Донецької області.[42]
- 6 жовтня 2023 — Великий Віталій Володимирович, сержант, командир стрілецького відділення. Загинув в районі селища Золота Нива Волноваського району Донецької області.[43]
- 10 жовтня 2023 — Сік Роман Володимирович, солдат.[44]
- 31 жовтня 2023 — Панасюк Михайло Сергійович, бойовий медик.  Загинув поблизу н.п Новодонецьке Волноваського району, Донецької області.
- 1 листопада 2023 — Васецький Олександр Іванович, солдат, гранатометник. Загинув в районі села Павлівка Волноваського району Донецької області.[45]
- 21 листопада 2023 — Губренко Юрій Володимирович, сержант, оператор. Загинув в районі села Павлівка Волноваського району Донецької області.[46]

### 2024
- 12 лютого 2024 — Кибенко Артем Васильович. 1 листопада 1994. Загинув біля селища Новодонецьке, Волноваський район.[47]
- 17 лютого 2024 — Митрович Ернест Михайлович солдат. Загинув поблизу н.п Павлівка Волноваського району Донецької області
- 28 лютого 2024 — Дмитрик Юрій Миколайович, сержант. Загинув поблизу н.п. Пречистівка Волноваського району Донецької області.[48]
- 2 березня 2024 — Арбузов Андрій Олександрович, старший солдат. Загинув поблизу н.п. Пречистівка Волноваського району Донецької області.[48]
- 4 квітня 2024 — Дрімля Віталій Михайлович, старший солдат.[49]
- 25 квітня 2024 — Пушкарчук Алла Вікторівна («Рута»). Загинула від артилерійського обстрілу в Донецькій області.[50][51][52][53]
- 26 квітня 2024 — Палієвець Геннадій, 16-й окремий мотопіхотний батальйон.[54]
- 1 травня 2024 — Нехаєв Денис, стрілець-снайпер. Загинув поблизу Урожайного на Донеччині.[55]
- 4 червня 2024 — Яровий Руслан.[56]
- 6 червня 2024 - Андрій Степовенко ("Дєрзкий"), 31 рік, солдат. Загинув у бою поблизу селища Урожайне на Донеччині в результаті атаки ворожого дрона[57].
- 28 червня 2024 - Сергій Сурай, молодший сержант. Помер у медичному закладі Вінниці. На початку літа він отримав важке поранення внаслідок ворожого обстрілу в селі Павлівка Донецької області[58].
- 24 липня 2024 — Цебрій Олександр Володимирович. 50 років. Загинув при штурмі ворожих позицій поблизу селища Новодонецького Волноваського району Донецької області.[59]
- 30 вересня 2024 — Горошанський Олександр.[60]